# 1969년 뉴욕 영화 비평가 협회상
제35회 뉴욕 영화 비평가 협회상은 1969년 영화를 대상으로 하는 시상식이다.

## 수상 및 후보

### 작품상
- 제트

### 감독상
- 제트 - 코스타 가브라스 수상

### 각본상
- 파트너 체인지 - 폴 마줄스키 수상
- 파트너 체인지 - 래리 터커 수상

### 여우주연상
- 데이 쇼트 하우스 - 제인 폰다 수상

### 남우주연상
- 미드나잇 카우보이 - 존 보이트 수상

### 여우조연상
- 파트너 체인지 - 다이안 캐넌 수상

### 남우조연상
- 이지 라이더 - 잭 니콜슨 수상